# Шалёнек, Витольд
Витольд Шалёнек (пол. Witold Szalonek; 2 марта 1927 — 12 октября 2001) — польский композитор и преподаватель.
Родился в местечке Чеховице-Дзедзице (Силезское Воеводство). В 1956 году окончил государственную высшую музыкальную школу в Катовице. С 1967 преподавал в этой школе. В 1970—1974 годах возглавлял кафедру теории и композиции. В 1973 году был приглашён на должность профессора в Высшую школу искусств в Берлине по классу композиции.
В. Шалёнек является первооткрывателем «комбинированных звуков» на деревянных духовых. С 1970 года проводил семинары и курсы по собственной композиторской технике в высших учебных заведениях Дании, Германии, Финляндии, Польши и Словакии.